# Wappen Serbiens
Das Wappen der Republik Serbien in seiner heutigen Form wurde 2004 eingeführt und zeigt in seinem Wappenschild in Rot einen silbernen Doppeladler mit goldener Bewehrung und einem Brustschild, welches in Rot ein silbernes griechisches Kreuz, bewinkelt mit vier stehenden, zum Schildrand offenen Feuerstählen (sogenanntes „Serbisches Kreuz“) zeigt. Unterhalb der Adlerfänge je eine goldene Lilie. Auf dem Schild ruht eine goldene Krone mit dem Reichsapfel in der Kronenspitze. Ein hermelingefütterter Wappenmantel mit goldenem Fransenrand und der gleichen Krone wie auf dem  Schild zieren das Gesamtwappen.
Das Kreuz wird als Symbol des Volkes interpretiert, der Adler als Symbol für den Staat.
Das seit 2004 gültige Wappen der Republik Serbien gleicht dem 1882 unter Herrschaft des Hauses Obrenović eingeführten Wappen des Königreichs Serbien. Ähnlich wie Georgien und Ungarn führt damit auch Serbien als Republik das Wappen eines historischen Königreiches weiter.
Doppeladler und Kreuzsymbol wurden vom Byzantinischen Reich übernommen; die Feuerstähle ähneln dem kyrillischen Buchstaben „C“ (= lat. „S“), der vom byzantinischen Buchstaben Sigma übernommen wurde. Als Buchstaben umgedeutet werden sie heute als Monogramm für Serbien (kyrillisch Cрбиja) oder als Abkürzung für den serbischen Nationalspruch Samo sloga Srbina spasava (kyrillisch Само слога Србина спасава, deutsch Nur Eintracht rettet den Serben) interpretiert.

## Geschichte

### Doppeladler

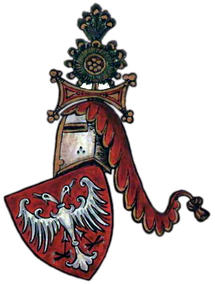
Doppeladler Stefan Nemanjas

Der silberne, doppelköpfige Adler erscheint in Serbien frühestens im 12. Jahrhundert unter Stefan Nemanja. Ältere Belege sind nicht bekannt. Allerdings war die Farbe des Doppeladlers nicht genau definiert, so dass er später unter den Nemanjiden sowohl in Silber, Gold, Rot und Schwarz dargestellt wurde. Der herkömmlichen Meinung der Historiker zufolge ahmte Stefan Nemanja einfach das Byzantinische Reich nach. Im Byzantinischen Reich stand der Doppeladler für die Reichseinheit bzw. Ökumene von Ost und West als auch für die Einheit der himmlischen mit der irdischen Welt, zudem war er ein kaiserliches Symbol und einzig den Kaisern vorbehalten. Mit der Übernahme des Doppeladlers soll Nemanja symbolisiert haben, dass er sich nicht minder gesehen hat als die byzantinischen Kaiser. Im 15. Jahrhundert kristallisiert sich der doppelköpfige Adler in Weiß auf rotem Felde als Wappen Serbiens. In der jüngeren Geschichte wurde der Doppeladler zum offiziellen Staatswappen Serbiens mit der Proklamation des Königreich Serbiens 1882. Der weiße (heraldisch silberne) Doppeladler wird zusammen mit dem serbischen Kreuz an der Brust und ebenfalls auf einem roten Schild dargestellt.

### Wappenschild

Wappenschild

Der Brustschild des Doppeladlers zeigt in Rot ein silbernes Tetragrammkreuz, also ein griechisches Balkenkreuz, welches in den Winkeln der Vierung von vier stehenden, zum Schildrand offenen Feuerstählen begleitet wird. Serbische Herrscher übernahmen das Symbol von der byzantinischen Herrscherdynastie der Palaiologen, welche das Tetragrammkreuz als Herrschaftssymbol zwischen 1259 und 1453 verwendeten. Bereits der byzantinische Autor Pseudo-Kodinos bezeichnete das Tetragrammkreuz in seinem etwa 1347 bis 1368 entstandenen Werk De officiis als „das übliche kaiserliche Banner [flamoulon], also das Kreuz mit Zündbolzen“. Nach einer Interpretation sollen die Feuerstähle im Symbol der byzantinischen Kaiserdynastie der Palaiologen ursprünglich als griechische Buchstaben Beta für die Abkürzung Βασιλεύς Βασιλέων Βασιλεύων Βασιλευόντων (= Vassileus Vassileon Vassilevon Vasileusin; d. h. „Der König der Könige herrscht über die Könige“) gestanden haben. Nach der griechischen Bezeichnung Tetragramm für den Gottesnamen oder dem Buchstaben Beta, wird es daher als Tetragrammkreuz bzw. Beta-Kreuz bezeichnet.
Einige Historiker sind der Meinung, dass dieses Kreuzsymbol bereits von den Mrnjavčević genutzt wurde, jedoch gibt es für diese These keine historisch relevanten Beweise.
Das Kreuzsymbol erscheint erstmals unter Stefan Lazarević, dem 1402 vom byzantinischen Kaiser Johannes VII. die Despotenwürde verliehen wurde, den höchsten byzantinischen Titel nach dem des Kaisers. Die älteste bekannte Darstellung findet sich im Kloster Visoki Dečani, entstanden um 1397 während Lazarevićs Regierungszeit. Lazarević wird häufig nachgesagt, es eingeführt zu haben. Möglicherweise wurde ebenso die Flagge der Palaiologen adaptiert.
Seit der Nationenbildung im 19. Jahrhundert werden die Feuerstähle im Wappenschild aufgrund ihrer Ähnlichkeit im Volksmund auch in kyrillische С-Buchstaben (gleich dem lateinischen Buchstaben S) umgedeutet, welche die Anfangsbuchstaben der Alliteration und inoffiziellen Wappendevise Само слога Србина спасава  (Nur Eintracht rettet den Serben) bilden sollen. Sie stammte von dem einflussreichen ideologischen und politischen Anführer der Serben in der Habsburgermonarchie Svetozar Miletić (1826–1901) aus der Vojvodina, der seine Reden mit den Worten „Složno braćo, samo složno! Samo sloga Srbina spasava!“ („Einträchtig, Brüder, nur einträchtig! Nur Eintracht rettet den Serben!“) beendete. Es gibt auch weitere Interpretationen: So sollen unter Lazarević die Buchstaben möglicherweise für „Stefan“ gestanden haben oder vierfach für den Anfangsbuchstaben von „Srbija“ (Serbien) stehen.
Die Verfassung des Fürstentums Serbien von 1835 (Sretanjski ustav) bestimmte: „Das Wappen des serbischen Volkes zeigt ein Kreuz auf rotem Feld, und zwischen den Armen des Kreuzes jeweils ein Feuerstahl vom Kreuz abgewandt.“ Die Verfassung des Königreichs der Serben, Kroaten und Slowenen aus dem Jahr 1921 besagte: „[…] das serbische [Wappen]: ein weißes Kreuz auf rotem Schild mit je einem Feuerstahl im Schenkel.“
Durch die Verbindung als Gemeine Figur des serbischen Wappenschildes ist es als sogenanntes „Serbisches Kreuz“ zu einem nationalen Symbol der Serben geworden.

## Historische Wappen

Wappen der Serbischen Despoten
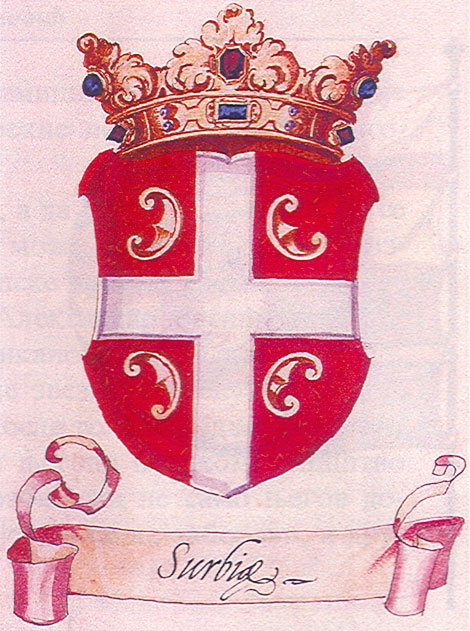
Serbien (17. Jahrhundert)
Fürstentum Serbien (1835–1882)
Königreich Serbien (1882–1918)
Wappen des Königreichs Jugoslawien (1918–1941)
Serbien unter deutscher Militärverwaltung (1941–1945)
Wappen der Sozialistischen Republik Serbien (1947–1992) und der Republik Serbien (1992–2004)
Wappen von Serbien und Montenegro (1993–2006)
Wappen Serbiens (2004–2010)
Kleines Wappen Serbiens (2004–2010)